# نايا ريفيرا
نايا ماري ريفيرا (12 يناير 1987 - 8 يوليو 2020) (بالإنجليزية: Naya Rivera)‏ ممثلة ومغنية أميركية وعارضة أزياء عرفت في دور «سانتانا لوبيز» في المسلسل الموسيقي الكوميدي الدرامي التلفزيوني غلي. أطلّت نايا على التلفاز منذ الرابعة من عمرها، في عدد من الإعلانات التلفزيونية والمسلسلات والأفلام، منها العائلة الملكية مع إيدي مورفي (1991)، بيواتش (1996)، عرض بيرني ماك (2002)، 8 قواعد بسيطة (2004)، سي إس آي: ميامي (2008)، بعد مسلسل غلي، وقّعت نايا عقداً مع شركة تسجيلات كولومبيا لتطلق أول ألبوم سولو.

## نشأتها
ولدت نايا ريفيرا في 12 يناير عام 1987 في فالنسيا، سانتا كلاريتا، كاليفورنيا وعاشت في لوس أنجيليس معظم أعوامها. وهي من أصول بورتوريكية، أفريقية أمريكية، ألمانية، عندما كانت نايا لا تزال تبلغ من العمر ثمانية أعوام، عرضتها والدتها على وكيل أعمالها بعدما كانت قد انتقلت إلى لوس أنجلوس لتبدأ مهنة بعرض الأزياء.

## حادثة الاختفاء والوفاة
في 8 يوليو 2020 أعلن اختفاء نايا بعد العثور على ابنها البالغ 4 سنوات (خوسي) في قارب كانت استأجرته في بحيرة بيرو. في الساعة 4 مساءًا بدأ البحث عن نايا، وفي الساعة 5 وجد ابنها نائمًا لوحده مع سترة نجاة على متن القارب. عثر على القارب في منطقة ناروز شمال البحيرة، وهي منطقة تعرف بعمق مياهها وقوة الرياح فيها، وأخبر ابنها المحققين أن والدته كانت تسبح، ولم تتمكن من العودة للقارب. وقد وجدت هويتها إلى جانب سترة النجاة على متن القارب، وشوهدت سيارتها في موقف السيارات. في اليوم التالي صرحت الشرطة لشبكة NBC بوفاة نايا. وعثر على جثتها بعد 5 أيام من الإبلاغ عن وفاتها. وأوضح التقرير الطبي أن حادثة الغرق كانت عرضية، ولم يظهر على جسدها آثار لأمراض أو كدمات.

## روابط خارجية
- نايا ريفيرا على موقع IMDb (الإنجليزية)
- نايا ريفيرا على موقع ميتاكريتيك (الإنجليزية)
- نايا ريفيرا على موقع روتن توميتوز (الإنجليزية)
- نايا ريفيرا على موقع قاعدة بيانات الأفلام العربية
- نايا ريفيرا على موقع ألو سيني (الفرنسية)
- نايا ريفيرا على موقع ميوزك برينز (الإنجليزية)
- نايا ريفيرا على موقع تيرنر كلاسيك موفيز (الإنجليزية)
- نايا ريفيرا على موقع أول موفي (الإنجليزية)
- نايا ريفيرا على موقع إن إن دي بي (الإنجليزية)
- نايا ريفيرا على موقع أول ميوزيك (الإنجليزية)